# This Kiss
This Kiss är en sång skriven av Faith Hill, släppt den 10 mars 1998 som första singel från albumet Faith 1998. Den blev albumets mest framgångsrika singel, och tog Faith Hill upp till hennes första hitlåt bland de tio främsta på USA:s poplista, då den nådde sjunde plats den 29 september 1998. Den nådde också första plats på Billboards countrylistor, nummer tre på US Adult Contemporary-listan, nummer 13 på den brittiska topp-40-listan och nådde fjärde plats på den australiska ARIA-listan.
"This Kiss" blev även soundtrack för filmen Practical Magic 1998.
Faith Hill framförde låten vid showen VH-1: Divas Live/99. Sången vann också flera nomineringar, liksom Video of the Year 1998 vid Country Music Awards-ceremonin.

## Medverkande
Följande musiker medverkar:
- Mike Brignardello – basgitarr
- Larry Byrom – akustisk gitarr
- Beth Nielsen Chapman – bakgrundssång
- Glen Duncan – fiol
- Sonny Garrish – steelguitar
- Jeff King – elgitarr
- Brent Mason – elgitarr
- Steve Nathan – klaviatur
- Chris Rodriguez – bakgrundssång
- Lonnie Wilson – trummor
- Glenn Worf – basgitarr

## Listplacering
| Lista (1998)                                 | Topplacering |
| -------------------------------------------- | ------------ |
| Australien (ARIA)                            | 4            |
| Österrike (Ö3 Austria Top 40)                | 18           |
| Kanadensiska RPM Top Singles                 | 24           |
| Kanadensiska RPM Country Singles             | 1            |
| Kanadensiska RPM AC Singles                  | 2            |
| Nederländerna (Mega Single Top 100)          | 77           |
| Sverige (Sverigetopplistan)                  | 22           |
| Storbritannien (The Official Charts Company) | 13           |
| Amerikanska Billboard Hot 100                | 7            |
| Amerikanska Billboard Country Songs          | 1            |
| Amerikanska Billboard Mainstream Top 40      | 14           |
| Amerikanska Billboard Adult Contemporary     | 3            |
| Amerikanska Billboard Adult Top 40           | 14           |

| Årslista (1998)               | Placering |
| ----------------------------- | --------- |
| Amerikanska Billboard Hot 100 | 25        |

### Fotnoter
1. 1 2   (CD booklet) Faith, Faith Hill, Warner Bros. Records, publisher id 9 46790-2, 1998
2. ↑  "Australian-charts.com - Faith Hill - This Kiss". ARIA Top 50 Singles. Hung Medien.
3. ↑  "Faith Hill - This Kiss Austriancharts.at" (in German). Ö3 Austria Top 40. Hung Medien.
4. ↑  ”Top Singles - Volume 68, No. 5 October 26, 1998”. RPM. http://www.collectionscanada.gc.ca/rpm/028020-119.01-e.php?&file_num=nlc008388.7044&type=1&interval=20&PHPSESSID=3fleh1g15cqb5vg368g1k3pvt5. Läst 23 augusti 2010.
5. ↑  ”Country Singles - Volume 67, No. 5 April 27, 1998”. RPM. http://www.collectionscanada.gc.ca/rpm/028020-119.01-e.php?&file_num=nlc008388.3534&type=1&interval=20&PHPSESSID=cslpj8udnuugmvia30fldrqib1. Läst 23 augusti 2010.
6. ↑  ”Adult Contemporary Singles - Volume 68, No. 5 oktober 26, 1998”. RPM. http://www.collectionscanada.gc.ca/rpm/028020-119.01-e.php?&file_num=nlc008388.7059&type=1&interval=20&PHPSESSID=5h7v51c6n481v2nqigmkq4nvk0. Läst 23 augusti 2010.
7. ↑  "Dutchcharts.nl - Faith Hill - This Kiss" (in Dutch). Mega Single Top 100. Hung Medien / hitparade.ch.
8. ↑  "Swedishcharts.com - Faith Hill - This Kiss". Singles Top 60. Hung Medien.
9. ↑  "Archive Chart" UK Singles Chart. The Official Charts Company.
10. 1 2 3 4 5  ”Faith Hill discography (Billboard chart history)”. Billboard. allmusic. http://www.billboard.com/#/song/faith-hill/this-kiss/1178481. Läst 23 augusti 2010.
11. ↑  ”Billboard Top 100 - 1998”. Arkiverad från originalet den 9 mars 2009. https://web.archive.org/web/20090309202636/http://longboredsurfer.com/charts.php?year=1998. Läst 28 augusti 2010.